# Henri de Dreux (1155-1199)
Pour les articles homonymes, voir Henri de Dreux.
Henri de Dreux est un homme d’Église français né en 1155, mort en 1199, évêque d'Orléans, fils de Robert Ier, comte de Dreux et d'Agnès de Baudement.